# OK Vizura
Maillots
OK Vizura est un club serbe de volley-ball fondé en 2003 et basé à Belgrade, évoluant pour la saison 2019-2020 en Superliga.

## Historique
En 2013, le ŽOK Vizura a fusionné avec le Partizan Belgrade pour former l'OK Partizan Vizura. En 2014, le club reprend le nom de OK Vizura.

## Palmarès
- Championnat de Serbie
  - Vainqueur : 2014[3]2015[4]2016[5]2017[6] 2018[7]
  - Finaliste : 2011.
- Coupe de Serbie
  - Vainqueur : 2015[8]2016[9]
  - Finaliste : 2011, 2013, 2014.
- Supercoupe de Serbie
  - Vainqueur : 2013[10] 2014[11]2015[12]2017[13]2018.
  - Finaliste : 2016.

## Effectifs

### Saison 2019-2020
| No                                      | Nom                                     | Date de naissance                       | Taille                         | Poids                          | Poste                          |
| --------------------------------------- | --------------------------------------- | --------------------------------------- | ------------------------------ | ------------------------------ | ------------------------------ |
| 1                                       | Iva Pejičić                             | 18 novembre 2003                        | 185                            |                                | Réceptionneuse-attaquante      |
| 2                                       | Katarina Gajević                        | 12 octobre 2000                         | 182                            | 66                             | Réceptionneuse-attaquante      |
| 3                                       | Sara Pavlović                           | 4 septembre 1995                        | 186                            |                                | Attaquante                     |
| 4                                       | Isidora Rodić                           | 27 janvier 2001                         | 185                            | 70                             | Centrale                       |
| 5                                       | Ana Malešević                           | 30 mars 2002                            | 194                            | 79                             | Centrale                       |
| 6                                       | Iva Bukumirić                           | 10 octobre 2001                         | 176                            | 61                             | Libero                         |
| 7                                       | Nevena Sajić                            | 24 septembre 2003                       | 184                            | 60                             | Réceptionneuse-attaquante      |
| 8                                       | Jana Jovanović                          | 6 octobre 2003                          | 190                            |                                | Centrale                       |
| 9                                       | Rada Perović                            | 13 avril 2001                           | 182                            | 74                             | Passeuse                       |
| 10                                      | Anđela Veselinović                      | 5 février 1999                          | 178                            | 55                             | Passeuse                       |
| 11                                      | Iva Šućurović                           | 28 juillet 2004                         | 190                            | 73                             | Centrale                       |
| 12                                      | Jovana Kocić                            | 24 février 1998                         | 188                            | 64                             | Centrale                       |
| 14                                      | Tijana Vrcelj                           | 4 septembre 2002                        | 176                            | 59                             | Passeuse                       |
| 15                                      | Ana Pejićić                             | 5 novembre 2000                         | 190                            | 69                             | Réceptionneuse-attaquante      |
| 18                                      | Sara Carić                              | 1er février 2001                        | 193                            | 72                             | Attaquante                     |
| 20                                      | Simona Petrovič                         | 15 juillet 2003                         | 178                            |                                | Centrale                       |
|                                         |                                         |                                         |                                |                                |                                |
| Encadrement technique                   | Encadrement technique                   |                                         | Légende                        | Légende                        | Légende                        |
| Entraîneur : Dejan Desnica              | Entraîneur : Dejan Desnica              | Entraîneur : Dejan Desnica              | : Capitaine                    | : Capitaine                    | : Capitaine                    |
| Entraîneur(s) adjoint(s) : Bojan Stupar | Entraîneur(s) adjoint(s) : Bojan Stupar | Entraîneur(s) adjoint(s) : Bojan Stupar | : Joueuse blessée actuellement | : Joueuse blessée actuellement | : Joueuse blessée actuellement |